# Губаницы
Губа́ницы (фин. Kupanitsa) — деревня в Клопицком сельском поселении Волосовского района Ленинградской области. Бывший административный центр Губаницкого сельского поселения.

## История
Впервые упоминается в Писцовой книге Водской пятины 1500 года как сельцо Губаницы в Покровском Озерецком погосте.
Затем как деревня Gubanitza By в Озерецком погосте в шведских «Писцовых книгах Ижорской земли» 1618—1623 годов.
В 1647 году во времена шведского правления в Губаницах была образована лютеранская община.
В 1656 году был образован лютеранский приход Купаница.
На карте Ингерманландии А. И. Бергенгейма, составленной по материалам 1676 года, упоминается село Gubanits.
На шведской «Генеральной карте провинции Ингерманландии» 1704 года — село и кирха Gubanits.
Село Губаницы обозначено на «Географическом чертеже Ижорской земли» Адриана Шонбека 1705 года.
Мыза Губаница обозначена на карте Ингерманландии А. Ростовцева 1727 года.
На карте Санкт-Петербургской губернии Я. Ф. Шмидта 1770 года упоминается мыза Губоницкая.
Согласно 6-й ревизии 1811 года мыза Губаницкая с деревнями принадлежала графу Д. Н. Шереметеву.
Российский языковед, историк, этнограф и основатель финно-угроведения А. М. Шёгрен, обратился к изучению культуры и языка населения Ингерманландии после того, как в 1816 году провёл в Губаницах свои студенческие каникулы.
Деревня Губаницы, состоящая из 33 крестьянских дворов и соседняя Малая Кубаница, упоминаются на карте Санкт-Петербургской губернии Ф. Ф. Шуберта 1834 года.

ГУБАНИЦЫ — мыза и деревня принадлежат генералу от инфантерии Довре, число жителей по ревизии: 142 м. п., 146 ж. п.

При деревне деревянная церковь во имя Святой Еввы (1838 год)

В 1846 году владелицей мызы стала дочь генерала Ф. Ф. Довре.
На этнографической карте Санкт-Петербургской губернии П. И. Кёппена 1849 года обозначено село «Gubanitz», расположенное в ареале расселения савакотов.
 
В пояснительном тексте к этнографической карте записаны:
- деревня Gubanitz (Губаницы), количество жителей на 1848 год: савакотов — 70 м. п., 75 ж. п., всего 145 человек, русских — столько же. А также отмечено, что «24 июня и 29 сентября здесь происходят ярмарки. В этой деревне находится протестантская церковь и жилище пастора».
- деревня Röllä (Реллево), количество жителей на 1848 год: савакотов — 14 м. п., 19 ж. п., всего 33 человека[16].

ГУБАНИЦЫ — деревня наследников генерала Довре, по просёлочной дороге, число дворов — 42, число душ — 124 м. п. 

РЕЛИЕВА — деревня барона Врангеля, по просёлочной дороге, число дворов — 5, число душ — 11 м. п. (1856 год)

Согласно 10-й ревизии 1856 года деревня Малые Губаницы принадлежала статскому советнику Егору Ермолаевичу Врангелю.
В 1860 году началось строительство приходской лютеранской церкви. Каменная кирха в готическом стиле с колокольней, строилась по проекту архитектора Эдуарда Львовича Гана.
Согласно «Топографической карте частей Санкт-Петербургской и Выборгской губерний» 1860 года село Губаницы состояло из 46 крестьянских дворов, в селе была кирха, кузница и кабак, к востоку от села находился выселок Малые Губаницы (Релева), насчитывающий 5 дворов.
3 декабря 1861 года новая приходская церковь на 1000 мест была освящена в честь Святого Иоанна Крестителя. Стены храма были выложены из крупных валунов, углы, арки, оконные и дверные проёмы сделаны из кирпича.

ГУБАНИЦЫ — село владельческое при колодцах, по Самрянской дороге в 53 верстах от Петергофа, число дворов — 46, число жителей: 124 м. п., 121 ж. п.;

Лютеранская кирка. Волостное училище. Волостное правление. Ярмарка. 

РЕЛЛЕВО (МАЛЫЕ ГУБАНИЦЫ) — деревня владельческая при колодце, по левую сторону Самрянской дороги в 49 верстах от Петергофа, число дворов — 5, число жителей: 10 м. п., 14 ж. п. (1862 год)

В 1868—1869 годах временнообязанные крестьяне деревни Губаницы выкупили свои земельные наделы у П. Ф. Лилиенфельда и стали собственниками земли. В 1881 году свои земельные наделы у барона М. Г. Врангеля выкупили временнообязанные крестьяне деревни Малые Губаницы.
В 1882 году в деревне проживало 47 питомцев Воспитательного дома (15 % всего населения).

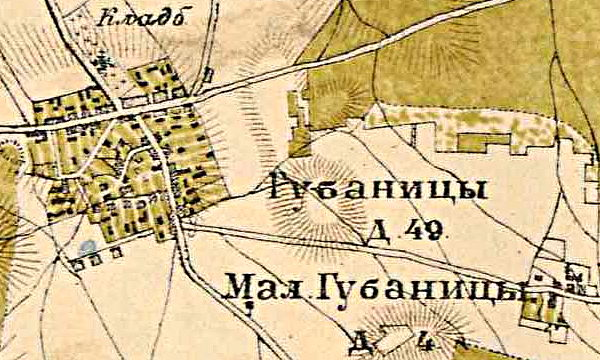
План села Губаницы. 1885 год

Согласно карте окрестностей Санкт-Петербурга в 1885 году село Губаницы состояло из 49 крестьянских дворов, а деревня Малые Губаницы из 4.
Согласно материалам по статистике народного хозяйства Петергофского уезда 1887 года мызы Губаницы и Поповка общей площадью 1978 десятин принадлежали сенатору П. Ф. Лилиенфельду, они были приобретены до 1868 года.
В конце XIX века село являлось центром Губаницкой волости 1-го стана Петергофского уезда Санкт-Петербургской губернии, в начале XX века — 2-го стана. Население села Губаницы было смешанным — финско-русским, деревни Малые Губаницы однородным — финским.
По данным «Памятной книжки Санкт-Петербургской губернии» за 1905 год мызы Губаницы и Поповка общей площадью 1558 десятин принадлежали дворянину Павлу Павловичу Лилиенфельд-Тоалю, кроме того участком земли мызы площадью 125 десятин владело «Общество крестьян деревни Губаницы». В имении был телефон.
К 1913 году количество дворов в селе Губаницы увеличилось до 67, в деревне Малые Губаницы (Рылево) до 7.
До 1915 года мызой владел Павел Павлович Лилиенфельд-Тоаль, сын российского государственного деятеля и социолога-органициста Павла Лилиенфельд-Тоаля (1829—1903), внук дочери генерала Ф. Ф. Довре.
С 1917 по 1923 год село Большие Губаницы и деревня Малые Губаницы входили в состав Губаницкого сельсовета Губаницкой волости Петергофского уезда.
С 1923 года в составе Троцкого уезда.
Согласно данным переписи населения СССР 1926 года в селе Губаницы проживали 407 человек, русские, финны и эстонцы; в деревне Малые Губаницы — 58 человек, финны и одна русская семья.
С февраля 1927 года в составе Венгиссаровской волости. С августа 1927 года в составе Волосовского района.
В 1928 году население села Большие Губаницы и деревни Малые Губаницы составляло 465 человек.
По данным 1933 года село Губаницы являлось административным центром Губаницкого сельсовета Волосовского района, в который входили 7 населённых пунктов: сёла Большие Губаницы и Клопицы, деревни Красный Посёлок, Малые Губаницы, Медниково, Ронковицы, Торосово, общей численностью населения 2435 человек.

План села Губаницы. 1934 год

Согласно топографической карте РККА 1934 года село Губаницы насчитывало 67 дворов, а деревня Малые Губаницы имела второе название — Рылево. Вокруг села располагались «Лифляндские посёлки».
По данным 1936 года в состав Губаницкого сельсовета входили 9 населённых пунктов, 509 хозяйств и 5 колхозов.
В 1940 году население села Большие Губаницы и деревни Малые Губаницы составляло 597 человек.
Село и деревня были освобождены от немецко-фашистских оккупантов 27 января 1944 года.
С 1963 года в составе Кингисеппского района.
С 1965 года вновь в составе Волосовского района.
По административным данным 1966, 1973 и 1990 годов деревня Губаницы была центром Губаницкого сельсовета.
В 1997 году в деревне Губаницы проживал 191 человек, деревня была центром Губаницкой волости, в 2002 году — 205 человек (русские — 93 %), в 2007 году — 237 человек.
Расположенная в деревне кирха Святого Иоанна Крестителя является центром современного лютеранского прихода Купаница (фин. Kupanitsa) Евангелическо-лютеранской Церкви Ингрии.
В мае 2019 года Губаницкое и Сельцовское сельские поселения вошли в состав Клопицкого сельского поселения.

## География
Деревня расположена в северо-восточной части района на автодороге 41А-003 (Кемполово — Выра — Шапки) в месте пересечения её автодорогой 41К-013 (Жабино — Вересть).
Расстояние до районного центра — 6 км.
Расстояние до ближайшей железнодорожной станции Волосово — 6 км.

## Демография
| 1862 | 2002 | 2007 | 2010 | 2017 |
| ---- | ---- | ---- | ---- | ---- |
| 245  | ↘205 | ↗237 | ↗239 | ↗332 |

### Национальный состав
Согласно данным Всероссийской переписи населения 2021 года в деревне проживали 388 человек, из них:
 русские — 338, азербайджанцы — 12, армяне — 12, таджики — 7, грузины — 4, молдаване — 4, узбеки — 2, украинцы — 2, финны — 2, осетины — 1, другие национальности — 4 человека.

## Фото

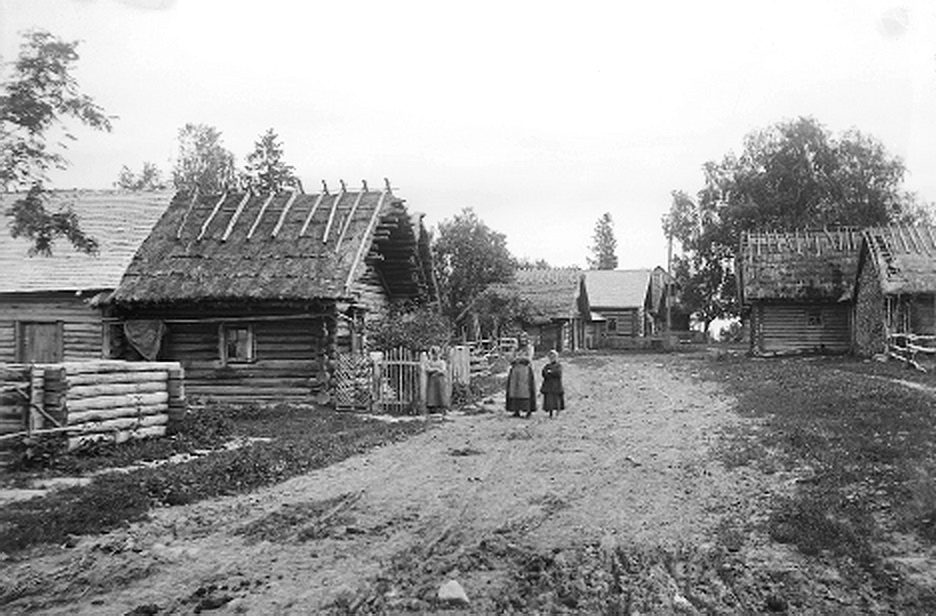
Деревня Губаницы, 1911 год
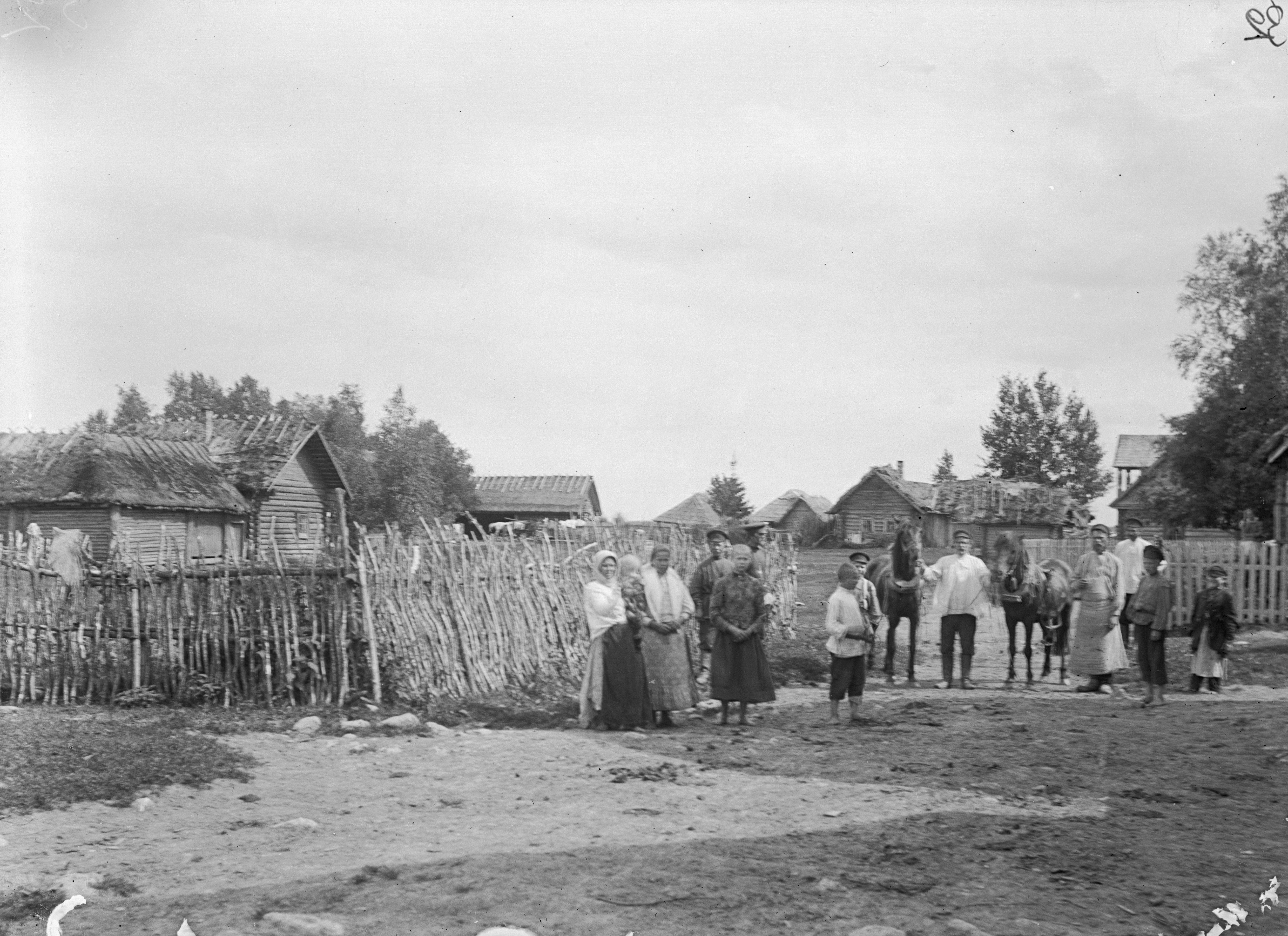
Деревня Губаницы, 1911 год
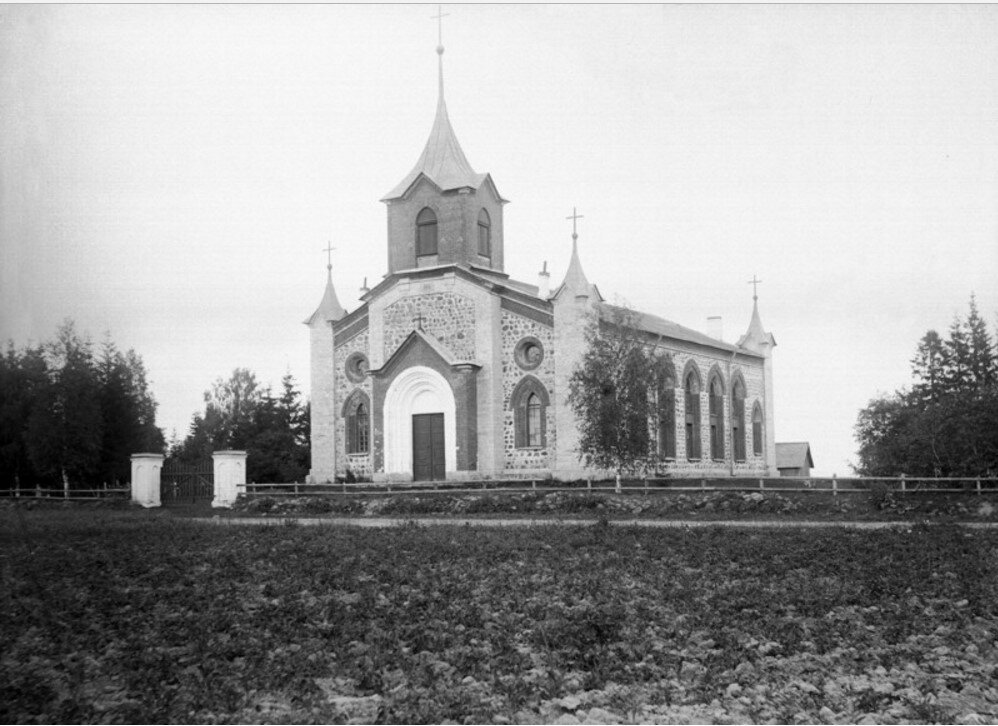
Кирха Св. Иоанна Крестителя в Губаницах, 1911 год
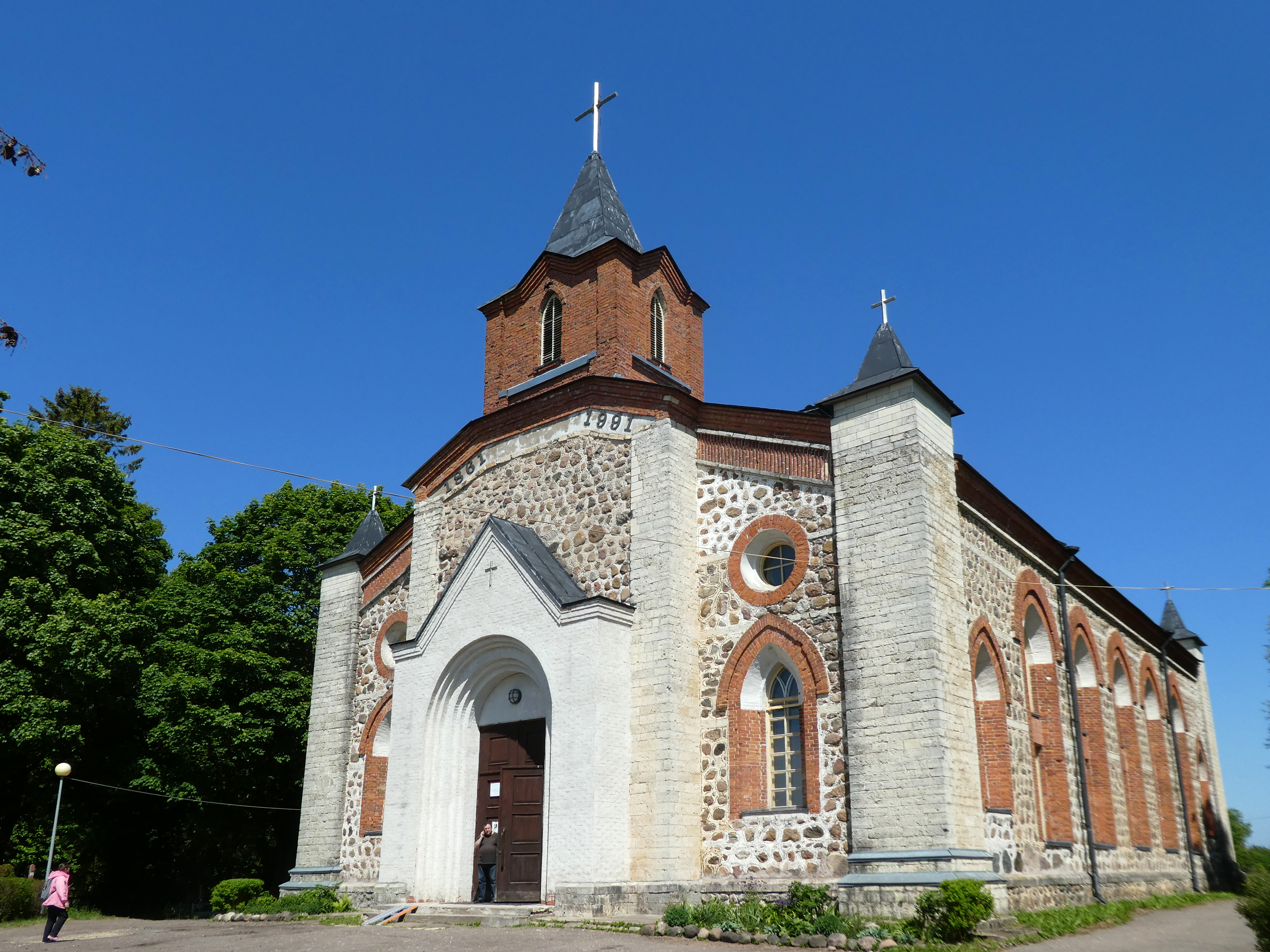
Кирха в Губаницах, 2023 год

## Известные уроженцы
- Вийральт, Эдуард (1898—1954) — эстонский художник-график

## Улицы
Лесная, Луговая, Малиновая, Полевая, Поповка.